# Allen West (criminel)
Pour les articles homonymes, voir Allen West (homonymie) et West.
 (octobre 2013).
Si vous disposez d'ouvrages ou d'articles de référence ou si vous connaissez des sites web de qualité traitant du thème abordé ici, merci de compléter l'article en donnant les références utiles à sa vérifiabilité et en les liant à la section « Notes et références ».
Allen Clayton West (né le 25 mars 1929 et mort le 21 décembre 1978) est un prisonnier connu pour avoir été impliqué dans la planification et la préparation de l'évasion d'Alcatraz de 1962. Il aida trois de ses compagnons à s’évader et essaya lui aussi de s'échapper sans y parvenir, la bouche d’aération étant trop étroite.

## Biographie
Allen West est envoyé à Alcatraz pour avoir essayé de s'évader du pénitencier fédéral d'Atlanta auquel il avait été condamné pour carjacking. Arrivé à Alcatraz en 1957, il y rencontre les prisonniers Frank Morris, ainsi que les frères Clarence et John Anglin avec qui il planifiera l'évasion de 1962. Interrogé par le FBI concernant cette évasion, il avoue avoir été un complice et être celui qui a trouvé le plan d'évasion mais qu'il ne s'est pas enfui car le trou qu'il avait creusé dans le mur était trop petit ; il a donc dû prendre plus de temps pour le creuser. Le soir de l'évasion, il tente par tous les moyens de sortir, mais les autres détenus finissent par le laisser tomber. Cependant il réussit à sortir vers 2 heures du matin. Il prend donc ses affaires et essaie de les rejoindre, mais une fois arrivé sur le toit du complexe, faisant trop noir pour pouvoir les repérer, il décide donc d'abandonner la tentative d'évasion. C'est lui qui fournit les informations primordiales de l'évasion, et qui permit de connaître les plans sans avoir à chercher.